# خير أباد (فلاورجان)
خير أباد (بالفارسية: خیرآباد) هي قرية تقع في Golestan Rural District في إيران. يقدر عدد سكانها بـ 819 نسمة بحسب إحصاء 2016.